# Tocro pigallat
El tocro pigallat
(Odontophorus guttatus) és una espècie d'ocell de la família dels odontofòrids (Odontophoridae) que habita la selva humida al vessant del Golf de Mèxic, des de Veracruz cap al sud, a través de Guatemala, Belize, Hondures, Nicaragua, Costa Rica i extrem oest de Panamà.